# Kokšín (hrad)
Kokšín je zřícenina středověkého opevněného objektu jižně od Švihova v okrese Klatovy. Nachází se 750 m severozápadně od vesnice Kokšín na nevýrazném návrší nad pravým břehem řeky Úhlavy v nadmořské výšce 385 m. Dochovaly se terénní pozůstatky opevnění a zdiva obytné věže. Od roku 1964 je chráněn jako kulturní památka.
Zařazení Kokšína mezi hrady je sporné, protože svým rozsahem odpovídá běžné středověké tvrzi a bývá také považován za předsunuté opevnění Švihova, který stojí asi 1,5 km daleko. Hypotézu o tvrzi podporuje existence rozsáhlé plochy, která byla hospodářským zázemím. Je také možné, že původně předsunuté opevnění využil méně významný šlechtic k výstavbě svého sídla.

## Historie
K objektu se nevztahují žádné písemné prameny, ale archeologické nálezy umožnily datovat vznik a užívání stavby do 15. století.

## Stavební podoba
Na jižní straně areálu se nachází plošina beze stop zástavby, která byla pravděpodobně chráněna jen lehkým dřevěným opevněním. Severní část s hradním jádrem obíhal příkop a s výjimkou jižní strany také val. Na západní straně byl příkop zničen mladší těžbou kamene. Vlastní jádro chránil na jihu a východě další val s příkopem, za kterým se nachází pahorek se zbytky zdiva obdélné dvouprostorové stavby považované za věž.

## Přístup
Zbytky hrádku jsou volně přístupné odbočkou z červeně značené turistické trasy ze Švihova do Klatov. Západně od zříceniny hradu se nachází přírodní památka Stará Úhlava.